# コデヴィーゴ
コデヴィーゴ（伊: Codevigo）は、イタリア共和国ヴェネト州パドヴァ県にある、人口約6,300人の基礎自治体（コムーネ）。

## 地理

### 位置・広がり

#### 隣接コムーネ
隣接するコムーネは以下の通り。括弧内のVEはヴェネツィア県所属を示す。
- アルツェルグランデ
- カンパーニャ・ルーピア (VE)
- キオッジャ (VE)
- コッレッツォラ
- ピオーヴェ・ディ・サッコ
- ポンテロンゴ

### 気候分類・地震分類
コデヴィーゴにおけるイタリアの気候分類 (it) および度日は、zona E, 2313 GGである。
また、イタリアの地震リスク階級 (it) では、zona 3 (sismicità bassa) に分類される。

## 行政

### 分離集落
コデヴィーゴには、以下の分離集落（フラツィオーネ）がある。
- Cambroso, Conche, Rosara, Santa Margherita

## 姉妹都市
- Szécsény、ハンガリー